# Condado de Marshall (Dakota del Sur)
El condado de Marshall (en inglés: Marshall County, South Dakota), fundado en 1885, es uno de los 66 condados en el estado estadounidense de Dakota del Sur. En el 2000 el condado tenía una población de  4576 habitantes en una densidad poblacional de  personas por 1 km². La sede del condado es Britton.

## Geografía
Según la Oficina del Censo, el condado tiene un área total de 2294 km² (885,7 mi²), de la cual 2170 km² (837,8 mi²) es tierra y 124 km² (47,9 mi²) es agua.

### Municipios
El condado se divide en veinticinco municipios de Estados Unidos: Buffalo, Dayton, Dumarce, Eden, el Fuerte, Hamilton, Hickman, La Belle, Lago, Lowell, McKinley, Miller, Newark, Newport, Nordland , Pleasant Valley, Lago de hierro rojo, Sisseton, Stena, Veblen, Víctor, Waverly, Weston, Blanco, y Wismer.

### Condados adyacentes
- Condado de Sargent - norte
- Condado de Roberts - este
- Condado de Day - sur
- Condado de Brown - oeste

## Demografía
En el 2000 la renta per cápita promedia del condado era de $30 567, y el ingreso promedio para una familia era de $36 295. El ingreso per cápita para el condado era de $15 462. En 2000 los hombres tenían un ingreso per cápita de $27 241 versus $17 872 para las mujeres. Alrededor del 13.90% de la población estaba bajo el umbral de pobreza nacional.
| 1900 | 1910 | 1920 | 1930 | 1940 | 1950 | 1960 | 1970 | 1980 | 1990 | 2000 | Est. 2008 |
| ---- | ---- | ---- | ---- | ---- | ---- | ---- | ---- | ---- | ---- | ---- | --------- |
| 5942 | 8021 | 9596 | 9540 | 8880 | 7835 | 6663 | 5965 | 5404 | 4844 | 4576 | 4320      |

## Ciudades y pueblos
- Amherst
- Britton
- Eden
- Hillhead
- Kidder
- Lake City
- Langford
- Marlow
- Newark
- Spain
- Veblen

## Mayores autopistas
- Carretera Dakota del Sur 10
- Carretera Dakota del Sur 25
- Carretera Dakota del Sur 27